# Coleophora africana
Coleophora africana é uma espécie de mariposa do gênero Coleophora pertencente à família Coleophoridae.